# Mais qui est Harry Crumb ?

Mais qui est Harry Crumb ? (Who's Harry Crumb?) est un film américain réalisé par Paul Flaherty et sorti en 1989.

## Synopsis
Descendant d'une longue lignée de détectives, Harry Crumb travaille pour la prestigieuse agence de détectives Crumb fondée par ses ancêtres. Hélas, Harry n'a pas hérité de toutes leurs qualités d'observation et d'analyse, et les clients ne se bousculent pas. Harry est contacté par son directeur, Eliot Draisen, afin d'enquêter sur l'enlèvement de la fille d'un millionnaire. En réalité, c'est Draisen lui-même qui a enlevé la jeune fille en espérant obtenir une énorme rançon, et il a mis Harry sur l'affaire en raison de son incompétence notoire...

## Fiche technique
- Titre français : Mais qui est Harry Crumb ?
- Titre original : Who's Harry Crumb?
- Réalisation : Paul Flaherty
- Scénario : Robert Conte et Peter Martin Wortmann
- Production : Arnon Milchan
- Musique : Michel Colombier
- Image : Stephen M. Katz
- Montage : Danford B. Greene
- Dates de sortie :
  - États-Unis et Canada : 3 février 1989
  - France : 12 juillet 1989

## Distribution
- John Candy (VF : Roger Lumont) : Harry Crumb
- Annie Potts : Helen Downing
- Jeffrey Jones : Eliot Draisen
- Shawnee Smith : Nikki Downing
- Barry Corbin : P.J. Downing
- Tim Thomerson (VF : Daniel Beretta) : Vince Barnes
- Valri Bromfield : L'inspecteur Casey
- Doug Steckler : Dwayne
- Renée Coleman : Jennifer Downing
- Wesley Mann : Tim
- Joe Flaherty : Le portier
- Fiona Roeske : La secrétaire de Crumb
- James Belushi : L'homme dans le bus (non crédité)